# Flanders Model 20

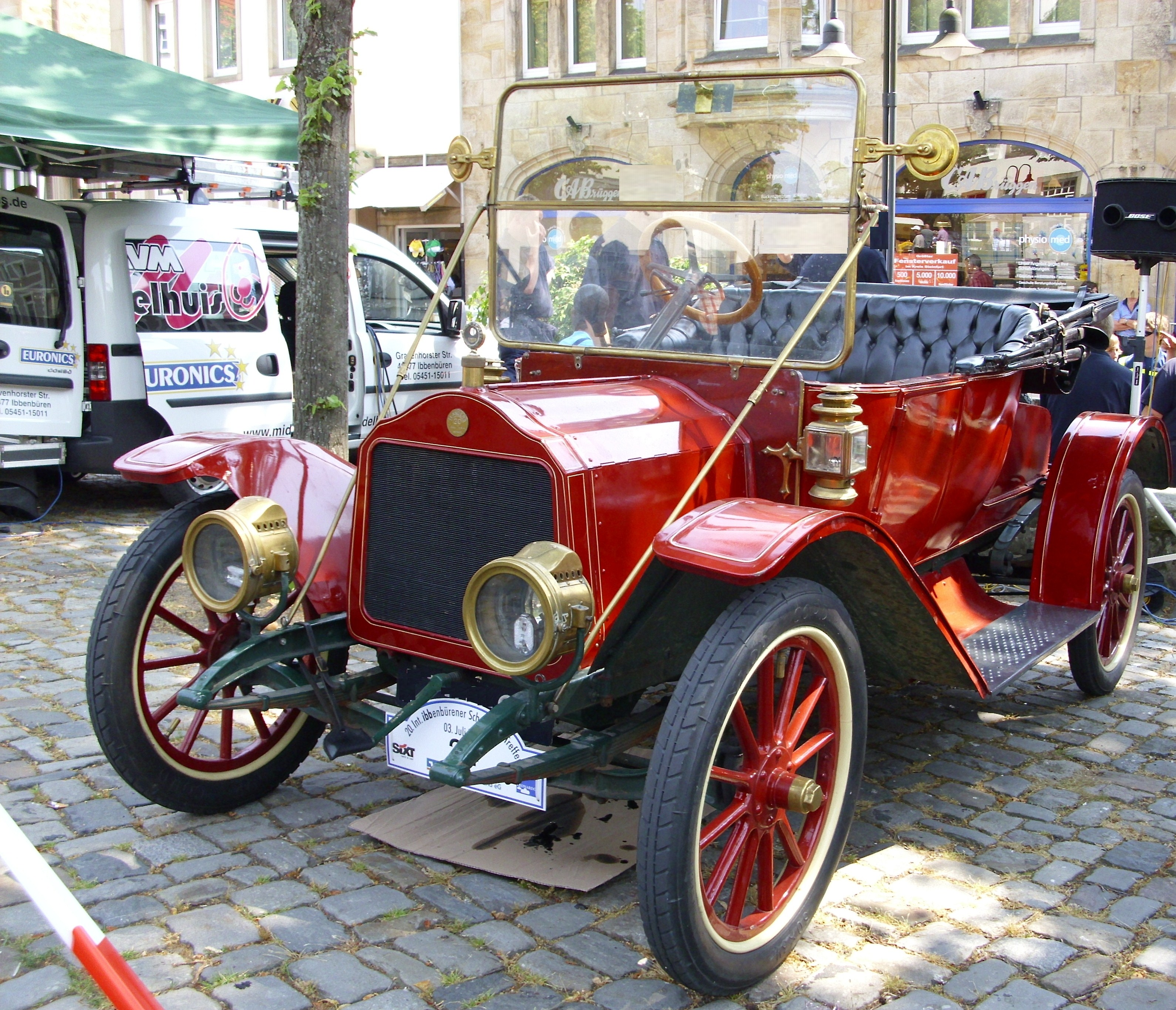
Flanders Model 20 von 1910

Der Flanders Model 20, auch Flanders Twenty genannt, ist ein Personenkraftwagenmodell. Hersteller war die Everitt-Metzger-Flanders Company. Bauzeit war von 1910 bis 1912.

## Beschreibung
Der Wagen erschien für das Modelljahr 1910. Er wurde zunächst als Runabout für zwei Personen zu 750 US-Dollar und als viersitziger Tourenwagen zu 790 Dollar angeboten. 1911 wurde der Preis für den Runabout auf 700 Dollar gesenkt. Ein „Suburban“ genannter offener Viersitzer zu 725 Dollar ersetzte den Touring des Vorjahres. Ebenso viel kostete ein neuer dreisitziger Roadster und mit einem Coupé zu 975 Dollar gab es den ersten geschlossenen Wagen. Im letzten Produktionsjahr 1912 wurde die Palette wiederum um einen Tourenwagen erweitert. Wie der „Suburban“ kostete er 800 Dollar. Das günstigste Angebot war wiederum der Roadster für 750 Dollar, gefolgt vom Runabout zu 775 Dollar. Das Coupé kostete zuletzt 1000 Dollar.
1912 endete die Produktion. Insgesamt wurden in drei Modelljahren 31.514 Fahrzeuge dieses Typs gebaut. Eine andere Quelle gibt dagegen 30.707 Fahrzeuge an.
Der Vierzylinder-Reihenmotor hatte SV-Ventilsteuerung. Aus einer Bohrung von 3 ⅝ Zoll (92,075 mm) und 3 ¾ Zoll (95,25 mm) Hub ergibt sich ein Hubraum von 2537 cm³. Die Kurbelwelle ist zweifach gelagert.
Der Motor hatte eine Wasserkühlung mit Röhrenradiator und Wasserpumpe, Schleuderschmierung und eine Hochspannungs-Magnetzündung mit Trockenbatterie. Er war vorn im Fahrgestell eingebaut und trieb über eine Kardanwelle die Hinterräder an.
1910 und 1911 hatte das Fahrgestell 100 Zoll (2540 mm) Radstand. Als Spurweite sind 56,5 Zoll (1435 mm) angegeben. Für 1912 gibt eine Quelle 102 Zoll (2591 mm) Radstand an, eine andere wahlweise 100,5 Zoll (2553 mm) oder 102 Zoll (2591 mm). Das Leergewicht betrug in den ersten beiden Jahren 544 kg.

## Betriebsanleitung
Pelletier verfasste eine der ersten Automobil-Betriebsanleitungen im modernen Sinn. Erstmals wurden beim Kunden keinerlei Vorkenntnisse vorausgesetzt. Entsprechend einfach war es gehalten, umfasste aber nicht nur den Betrieb des Autos, sondern auch Pflegehinweise. Die Anleitung erwähnte Selbstverständlichkeiten wie Benzin-, Wasser- und Ölkontrolle vor jeder Fahrt; letzte umfasste auch die Behälter für die Zusatz- und Rücklichter. Es wurde auch gewarnt, Benzin mit brennender Zigarre und bei gelöschter Beleuchtung einzufüllen.